# وورلند (وایومینگ)
وورلند(به انگلیسی: Worland) شهری در ایالت وایومینگ کشور ایالات متحده آمریکا است که جمعیت آن در سرشماری سال ۲۰۱۰ میلادی، ۵٬۴۸۷ نفر بوده‌است.